# Giuseppe Lepri
Giuseppe Lepri (Roma, 2 giugno 1870 – Roma, 30 aprile 1952) è stato uno zoologo italiano.

## Biografia
Figlio secondogenito del marchese Giovanni Lepri e di donna Giovanna dei marchesi Patrizi Naro Montoro, si è laureato prima in giurisprudenza e poi in scienze naturali presso il primo ateneo romano, dove avrebbe tenuto dei corsi di zoologia sistematica, in seguito al conseguimento della libera docenza. Sposò Paola dei marchesi Pallavicino dalla quale ebbe numerosa prole.
A Roma è stato sia direttore tecnico del giardino zoologico, sia direttore scientifico del Museo di zoologia, di cui ha promosso la fondazione e che conserva le sue collezioni. È stato accademico pontificio ed è stato insignito della commenda dell'Ordine di San Gregorio Magno.
Nei suoi scritti si è occupato di ornitologia e di imenotteri. Ha anche illustrato la fauna del Parco Nazionale d'Abruzzo, ente di cui è stato consigliere per un decennio dalla fondazione. Nel 1930 ha descritto per primo l'Ammotragus lervia fassini, una sottospecie di Ammotrago presente in Libia.